# Liste de collégiales en France
Cet article vise à recenser les collégiales situées ou ayant existé sur le territoire français actuel. Les biens en dotation qui procuraient des revenus aux chanoines pour accomplir leurs fonctions ayant été confisqués en 1791 et vendus comme biens nationaux, aucune de ces églises n'est encore en activité en tant que collégiale. Les dates indiquées entre parenthèses sont celle du début et de la fin du statut canonique de collégiale. 

## Liste

### A

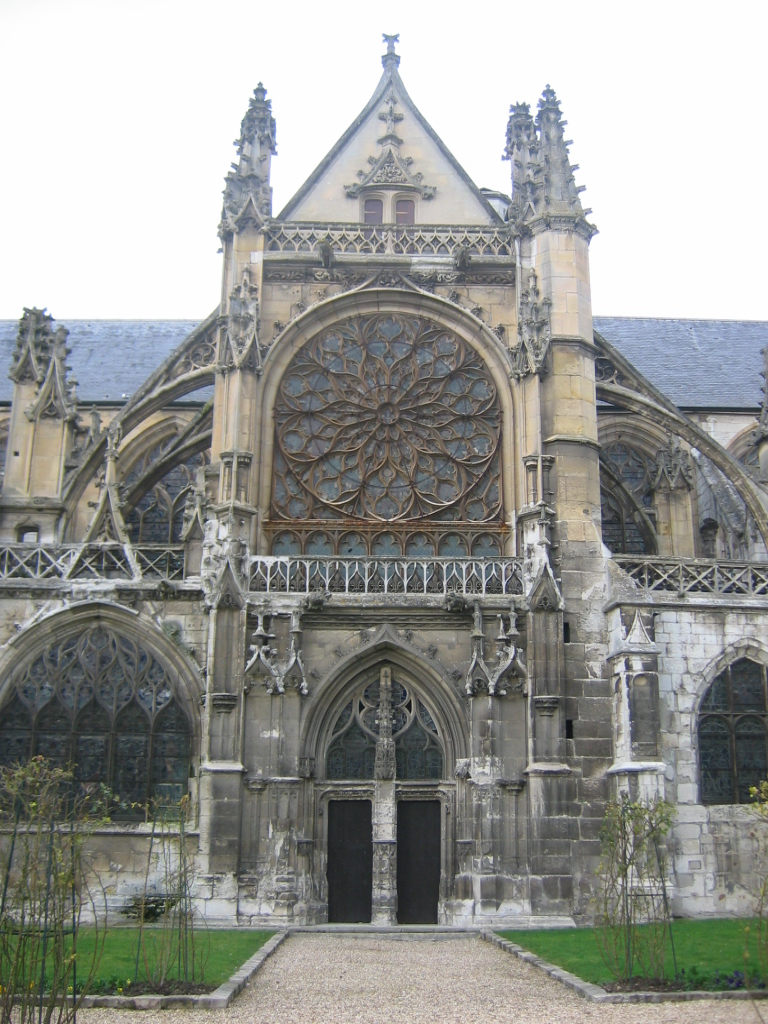
Collégiale des Andelys (Eure)

- Collégiale Saint-Vulfran, Abbeville
- Collégiale Notre-Dame, Aigueperse (Puy-de-Dôme)
- Collégiale Sainte-Marie-Madeleine, Aigueperse (Rhône)
- Collégiale Saint-Pierre, Aire-sur-la-Lys
- Collégiale Notre-Dame-de-l'Assomption, Aix-les-Bains
- Collégiale Saint-Salvi, Albi
- Collégiale Notre-Dame, Les Andelys
- Collégiale Saint-Laud, Angers
- Collégiale Saint-Lézin, Angers (ou Saint-Jean-Baptiste)
- Collégiale Saint-Mainbœuf, Angers
- Collégiale Saint-Martin, Angers
- Collégiale Saint-Maurille, Angers
- Collégiale Saint-Pierre, Angers (démolie en 1791)
- Collégiale Saint-Blaise, Apchon
- Collégiale Saint-Pierre, Appoigny
- Collégiale de la Major, Arles (ou Sainte-Marie-Majeure, 1550-?)
- Collégiale Saint-Martin, Artonne
- Collégiale d'Assais-les-Jumeaux, Assais-les-Jumeaux
- Collégiale Notre-Dame, Auffay
- Collégiale Saint-Pancrace, Aups (1499)
- Collégiale Saint-Esprit, Auray
- Collégiale Saint-Laurent, Auzon
- Collégiale Saint-Lazare, Avallon
- Collégiale Saint-Nicolas, Avesnes-sur-Helpe
- Collégiale Saint-Agricol, Avignon
- Collégiale Saint-Didier, Avignon
- Collégiale Saint-Pierre, Avignon
- Collégiale des Roches-Tranchelion, Avon-les-Roches (Ruines) (1527-?)

### B

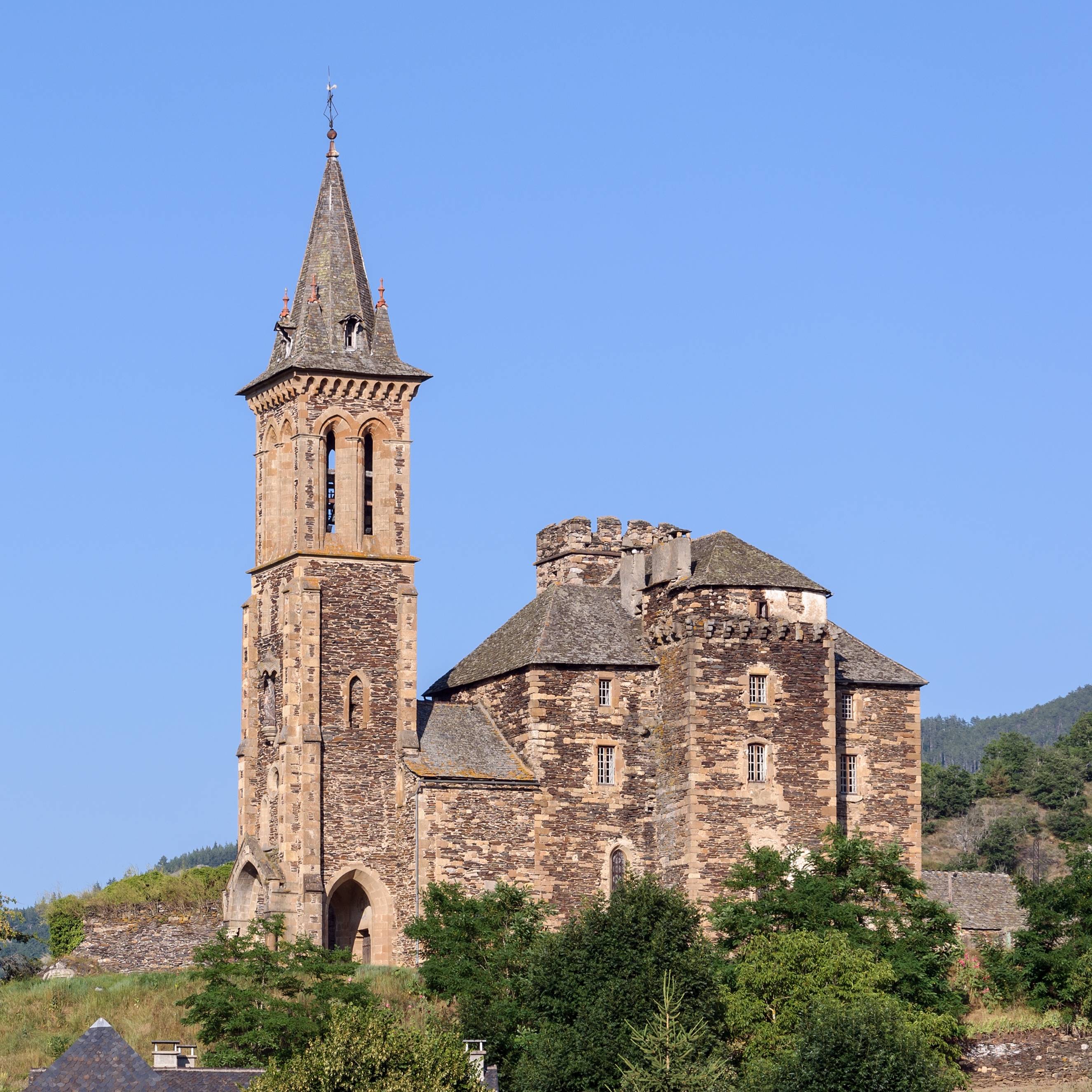
Collégiale de Bédouès (Lozère)

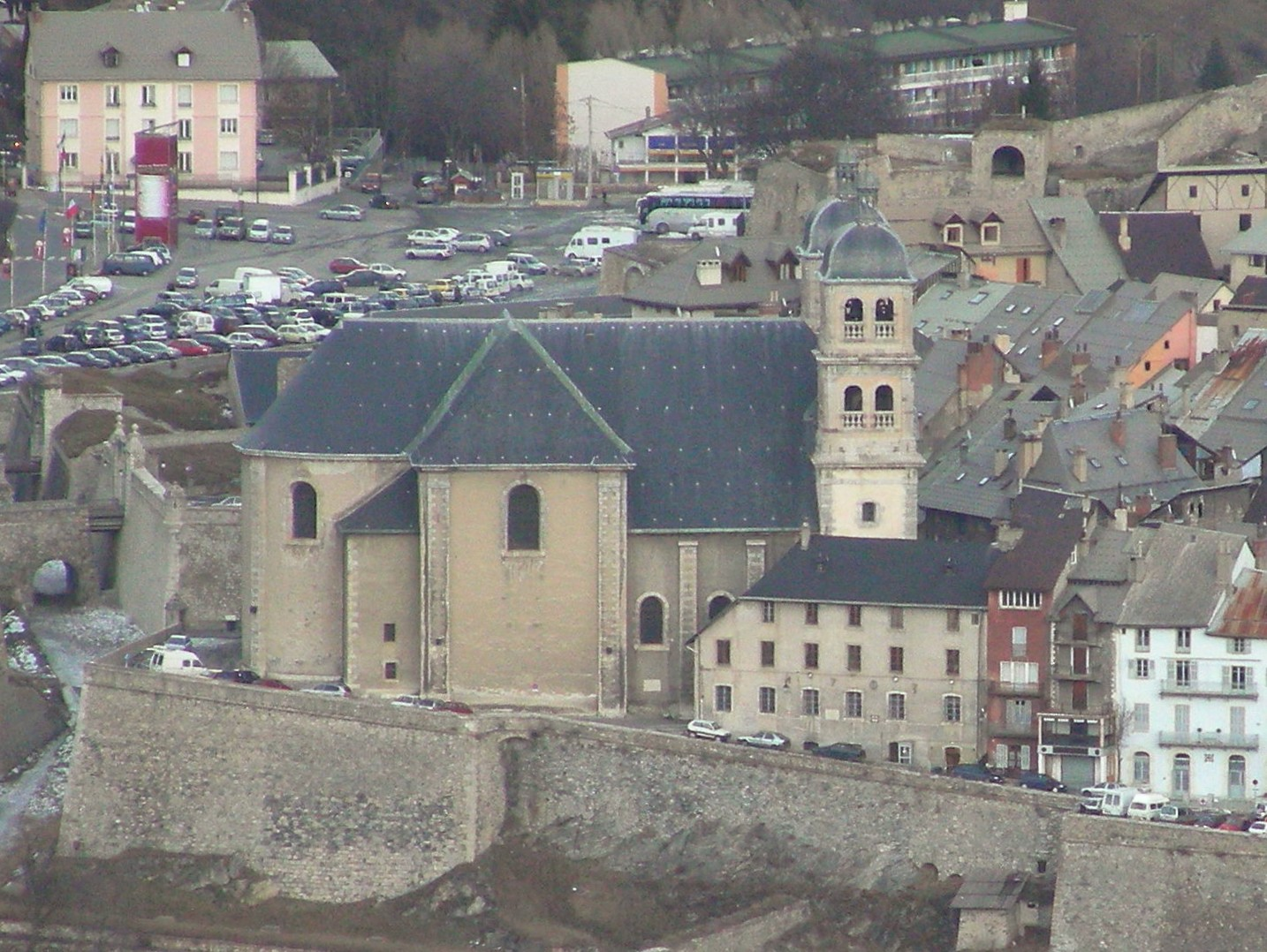
Collégiale de Briançon (Hautes-Alpes)

- Collégiale Saint-Pierre, Bar-le-Duc (1315-?)
- Collégiale Saint-Marcel, Barjols (1060-?)
- Collégiale Notre-Dame-des-Pommiers, Beaucaire
- Collégiale Notre-Dame, Beaujeu
- Collégiale Notre-Dame, Beaune
- Collégiale de Bédouès, Bédouès
- Collégiale Saint-Michel, Belmont-sur-Rance
- Collégiale Saint-Cerneuf, Billom
- Collégiale Saint-Michel, Blainville-Crevon
- Collégiale Saint-Aubin, Blaison-Gohier
- Collégiale Saint-Pierre, Blesle
- Collégiale Saint-Jacques, Blois (1366-?)
- Collégiale Saint-Sauveur, Blois
- Collégiale Saint-Martin, Bollène
- Collégiale Saint-Seurin, Bordeaux
- Collégiale Notre-Dame, Bourg-en-Bresse
- Collégiale du Château-lès-Bourges, Bourges
- Collégiale Saint-Ursin, Bourges, disparue au XVIIIe siècle[1]
- Collégiale Saint-Pierre, Bourg-lès-Valence (détruite)
- Collégiale Saint-Florentin, Bourmont
- Collégiale de Brech, Brech (1482-?) (occupée ensuite par les Chartreux)
- Collégiale Saint-Sulpice, Breteuil-sur-Iton
- Collégiale Notre-Dame, Briançon
- Collégiale Saint-Loup, Brienon-sur-Armançon
- Collégiale Saint-Martin, Brive-la-Gaillarde
- Collégiale Saint-Michel, Bueil-en-Touraine

### C

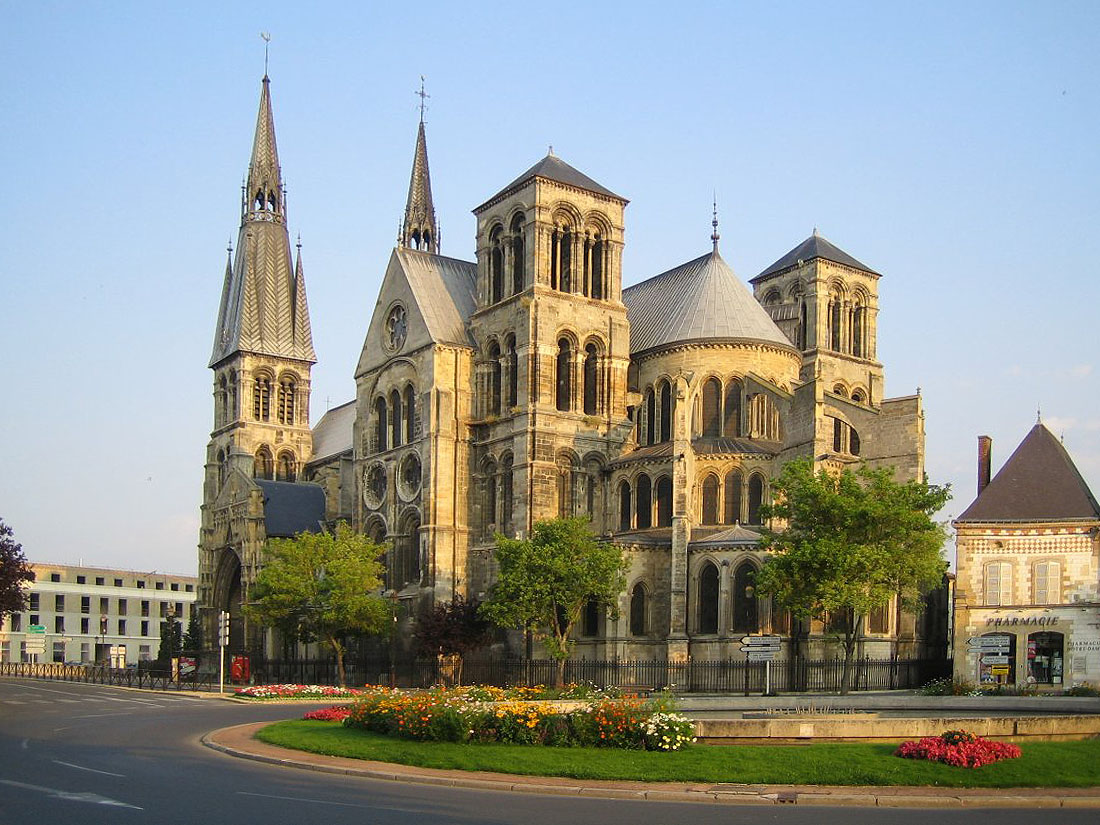
Notre-Dame-en-Vaux (Châlons-en-Champagne, Marne)

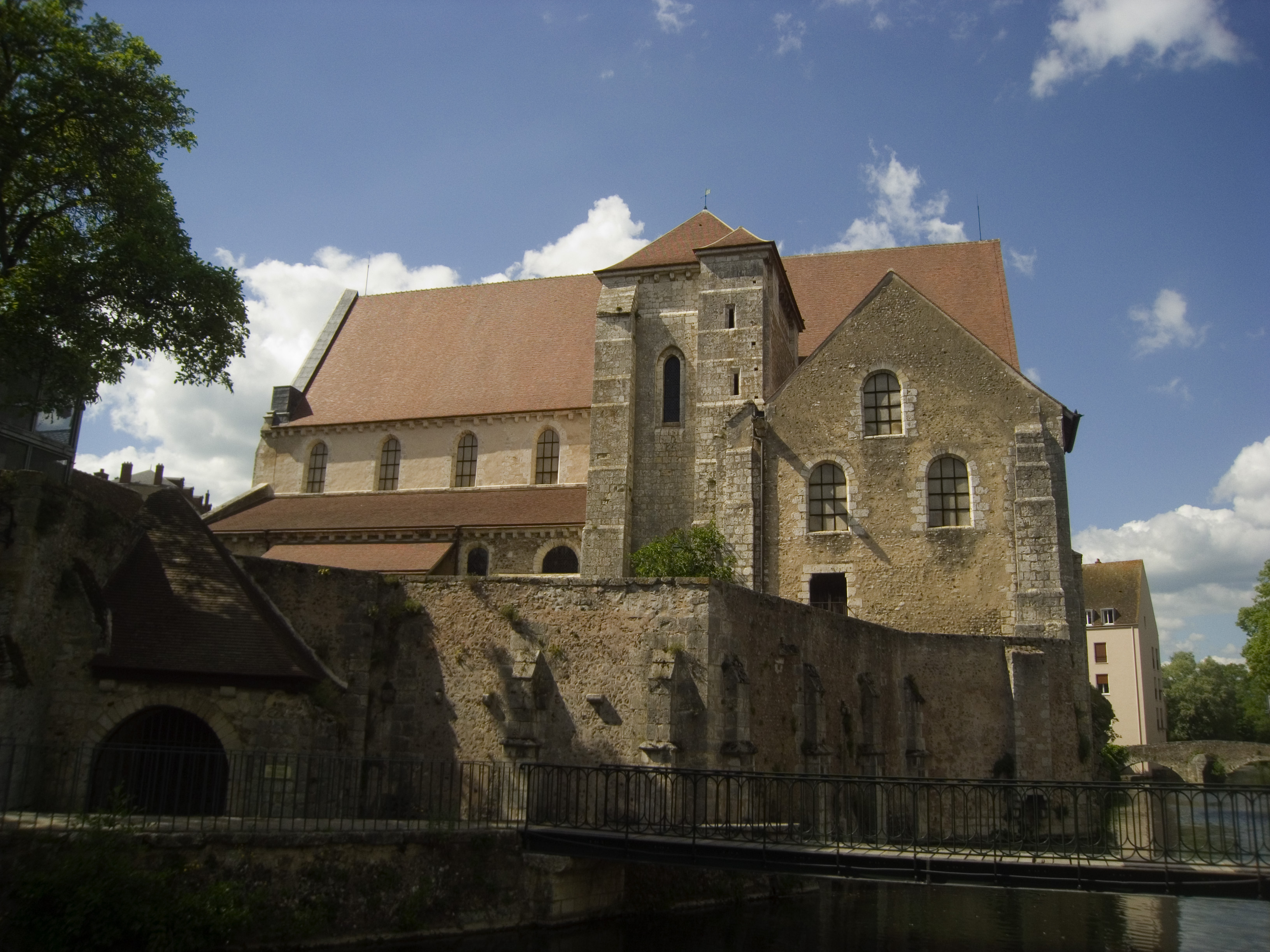
Collégiale Saint-André de Chartres.

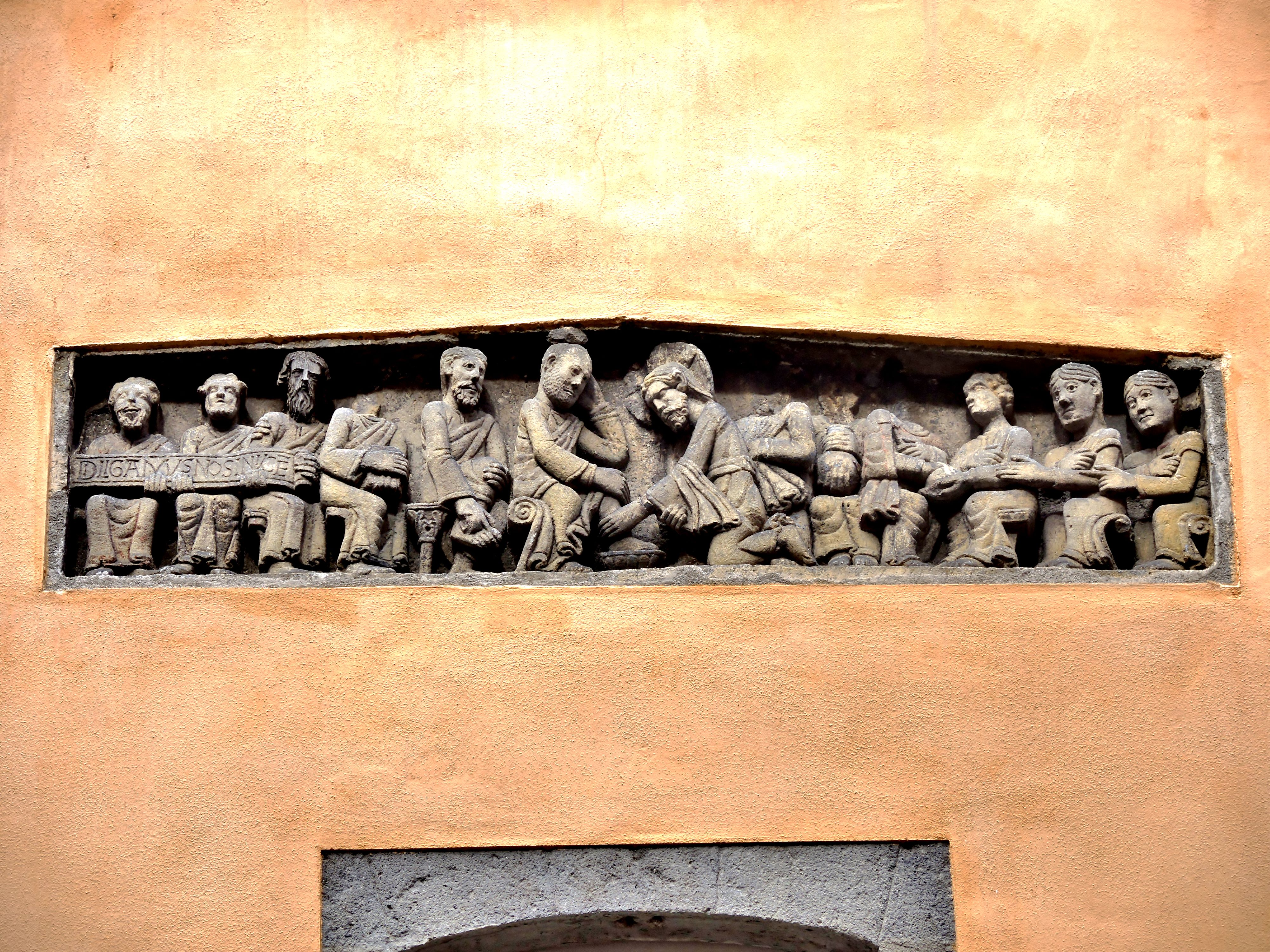
Linteau de la collégiale Saint-Pierre de Clermont-Ferrand.

- Collégiale du Saint-Sépulcre, Caen (1219-1791)
- Collégiale Saint-Martin, Candes-Saint-Martin
- Collégiale Saint-Étienne, Capestang
- Collégiale Saint Trémeur de Carhaix, Carhaix-Plouguer
- Collégiale Notre-Dame, Carignan
- Collégiale Notre-Dame, Cassel
- Collégiale Saint-Pierre, Cassel (n'existe plus)
- Collégiale Notre-Dame, Casteljaloux
- Collégiale de l'Assomption, Castelnau-Magnoac
- Collégiale Saint-Michel, Castelnaudary
- Collégiale Notre-Dame en Vaux, Châlons-en-Champagne
- Collégiale Notre-Dame, Chamalières
- Collégiale Sainte-Marie-Madeleine, Champeaux
- Collégiale Saint-Martin, Champeaux
- Collégiale Saint-Potentien, Châtel-Censoir
- Collégiale Saint-André, Chartres
- Collégiale Saint-Pierre, Chauvigny
- Collégiale Saint-Mexme, Chinon
- Collégiale Saint-Martin, Clamecy
- Collégiale Notre-Dame-de-Prospérité, Clermont-Ferrand
- Collégiale Saint-Eutrope, Clermont-Ferrand
- Collégiale Saint-Pierre, Clermont-Ferrand (démolie)
- Collégiale Saint-Paul, Clermont-l'Hérault
- Collégiale Notre-Dame, Cléry-Saint-André (aujourd'hui basilique)
- Collégiale Notre-Dame, Clisson
- Collégiale Saint-Martin, Colmar
- Collégiale l'Annonciation, Corbara
- Collégiale Saint-Étienne, Corbie
- Collégiale Saint-Aignan, Courmemin
- Collégiale Notre-Dame de Crécy-la-Chapelle, Crécy-la-Chapelle
- Collégiale Saint-Thomas-de-Canterbury, Crépy-en-Valois
- Collégiale Saint-Pierre de Cuers, Cuers (1653)

### D

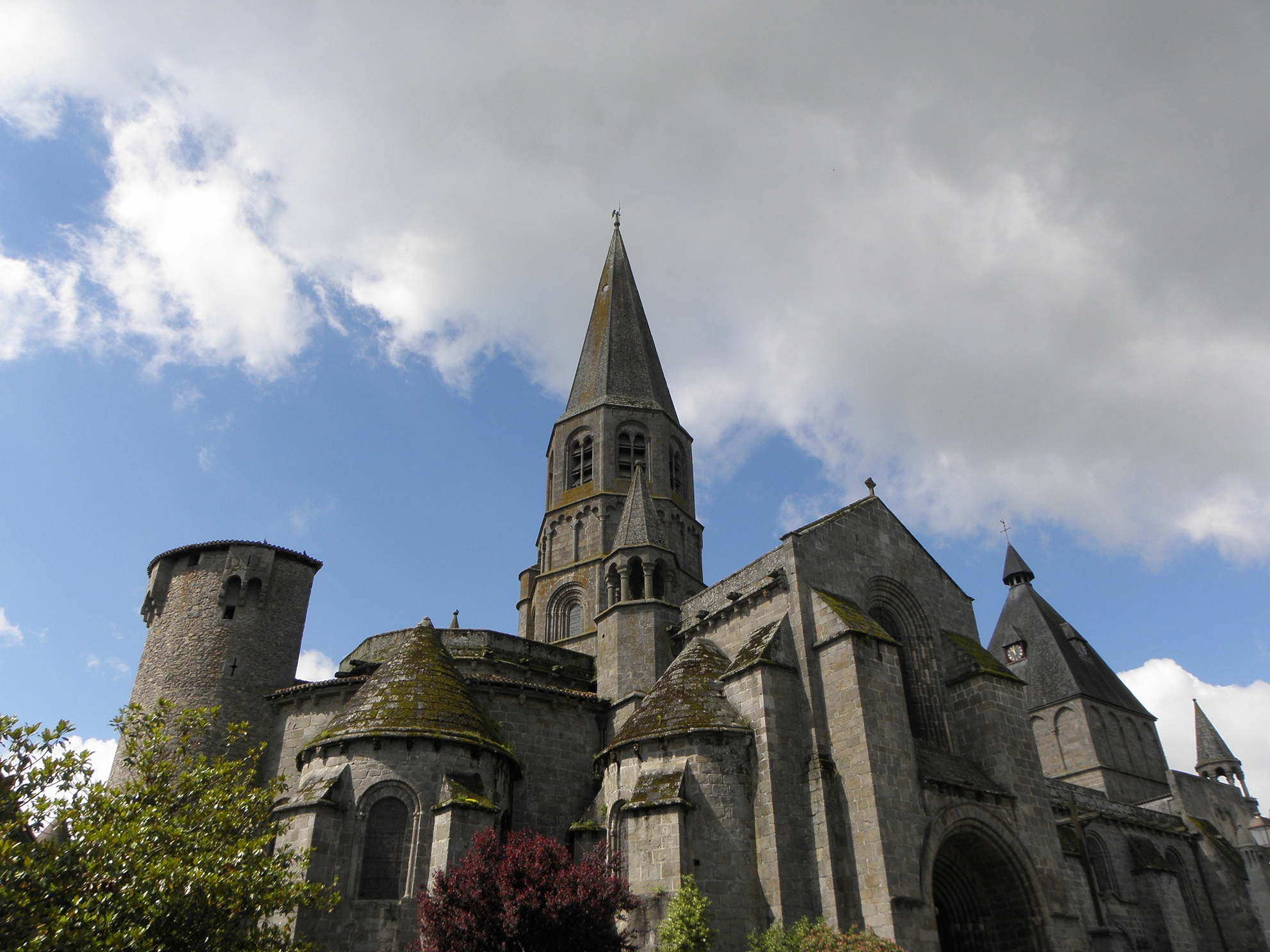
Collégiale du Dorat (Haute-Vienne)

- Collégiale Notre-Dame, Dammartin-en-Goële
- Collégiale Saint-Laurent, Dieulouard
- Collégiale Notre-Dame, Dole
- Collégiale Saint-Pierre du Dorat, Le Dorat
- Collégiale Saint-Amé, Douai (disparue)
- Collégiale Saint-Pierre, Douai
- Collégiale Saint-Michel de Draguignan, Draguignan  (1570)
- Collégiale Saint-Étienne, Dun-sur-Auron
- Collégiale Saint-Cyr, Durtol

### E

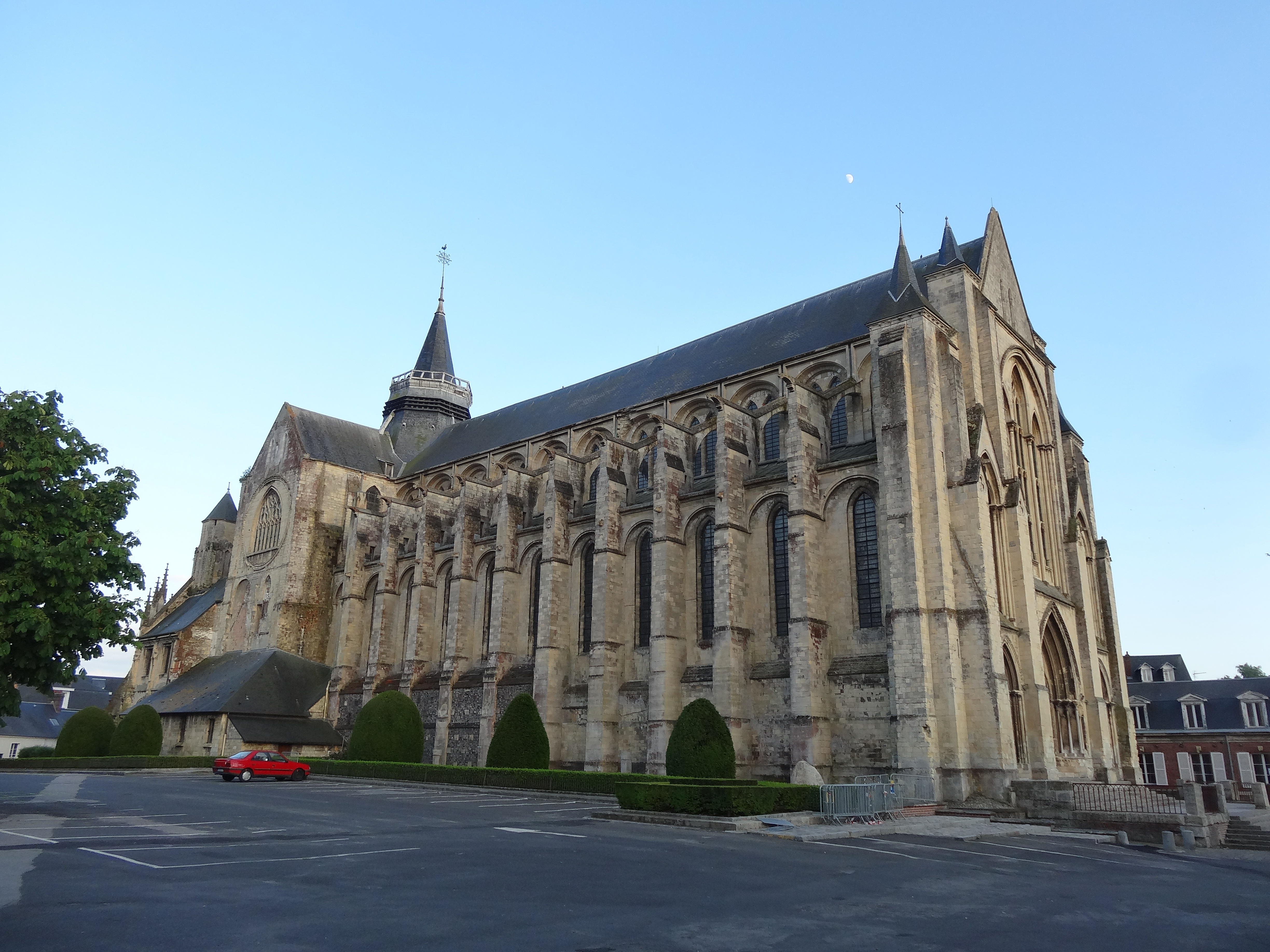
Eu (Seine-Maritime)

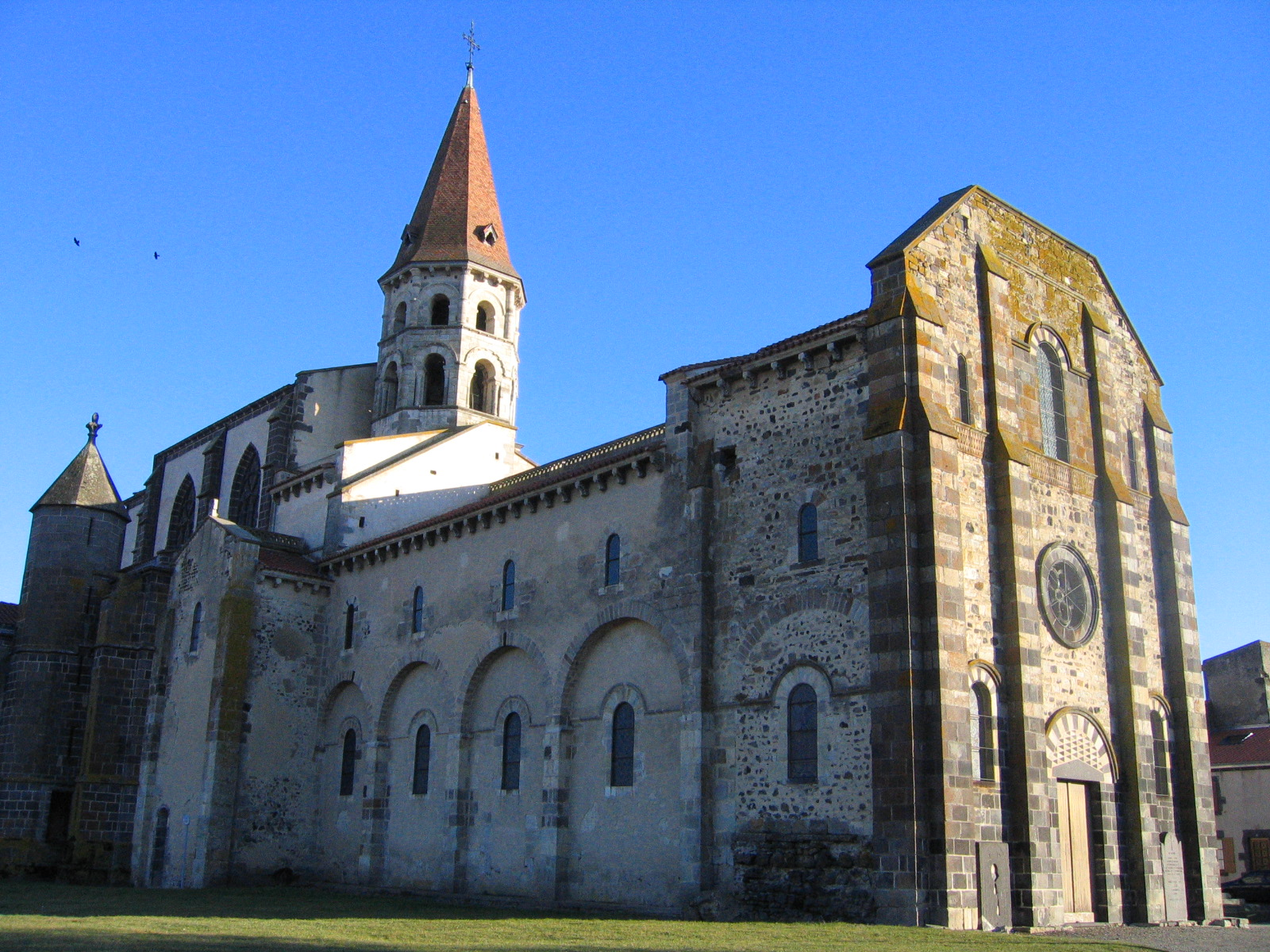
Ennezat (Puy-de-Dôme)

- Collégiale Notre-Dame-de-l'Assomption, Écouis
- Collégiale Saint-Victor-et-Sainte-Couronne, Ennezat
- Collégiale Saint-Médard, Épieds
- Collégiale Notre-Dame-du-Fort, Étampes
- Collégiale Saint-Martin, Étampes
- Collégiale Notre-Dame-et-Saint-Laurent, Eu
- Collégiale Saint-Étienne, Eymoutiers

### F
- Collégiale Saint-Georges, Faye-la-Vineuse
- Collégiale Saint-Rémy, Fénétrange
- Collégiale Saint-Louis, La Fère (au château, en ruines)
- Collégiale Saint-Montain, La Fère
- Collégiale Notre-Dame du Folgoët, Le Folgoët

### G

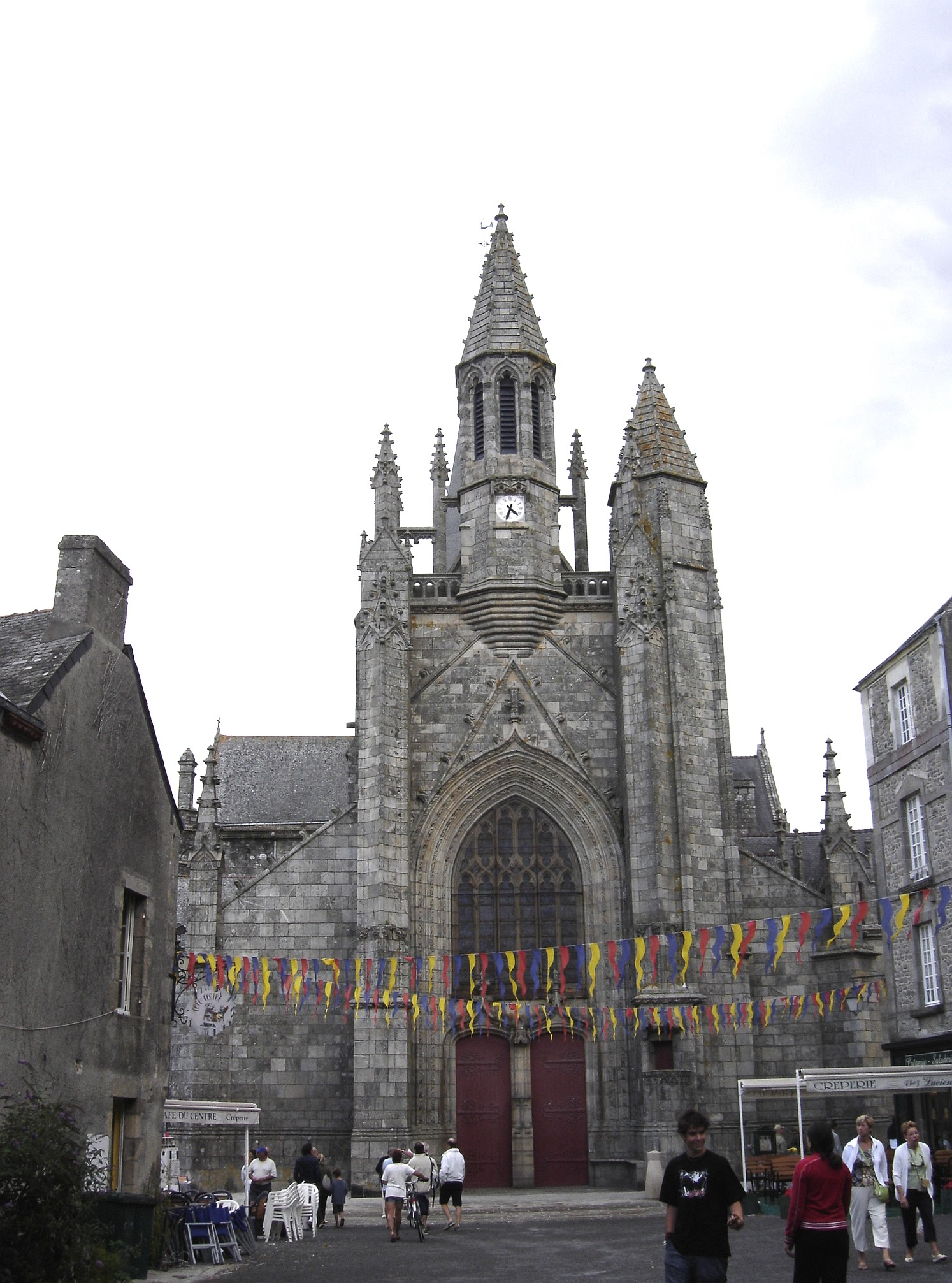
Collégiale de Guérande (Loire-Atlantique)

- Collégiale Saint-Antoine, Gaillon (disparue)
- Collégiale Saint-Pierre, Gerberoy
- Collégiale Saint-Hildevert, Gournay-en-Bray
- Collégiale Saint-André, Grenoble
- Collégiale Saint-Sauveur, Grignan
- Collégiale Notre-Dame, Guebwiller
- Collégiale Saint-Aubin, Guérande (vers 870-1791)
- Collégiale Notre-Dame, La Guerche-de-Bretagne (1206-1791)
- Collégiale Saint-Gervais Saint-Prothais, Guise (disparue)

### H

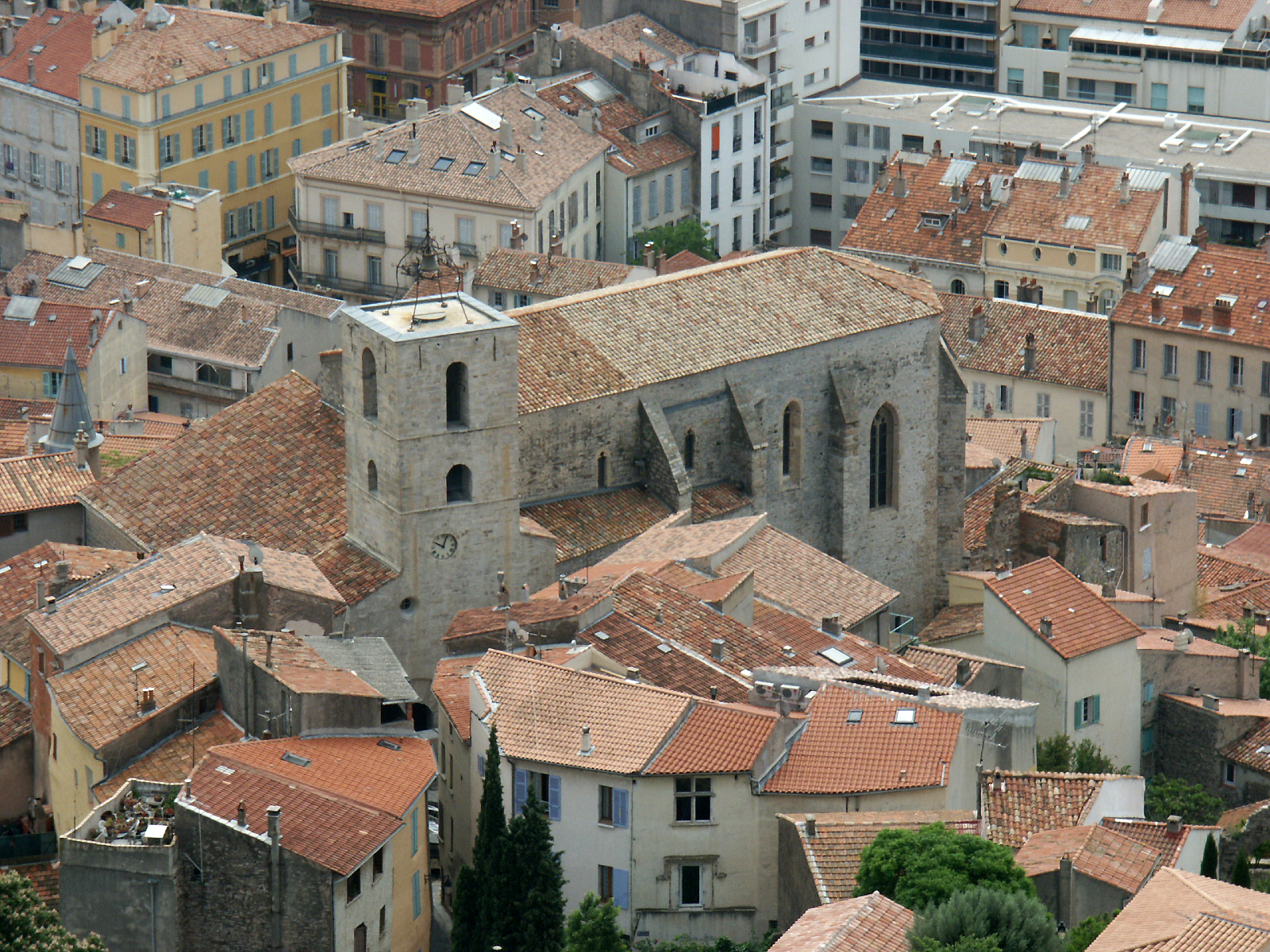
Collégiale Saint-Paul d'Hyères (Var)

- Collégiale Saint-Maur, Hattonchâtel
- Collégiale Notre-Dame, Herment
- Collégiale Saint-Étienne, Hombourg-Haut
- Collégiale Saint-Paul, Hyères (1572)

### I
- Collégiale Saint-Laurent, Ibos

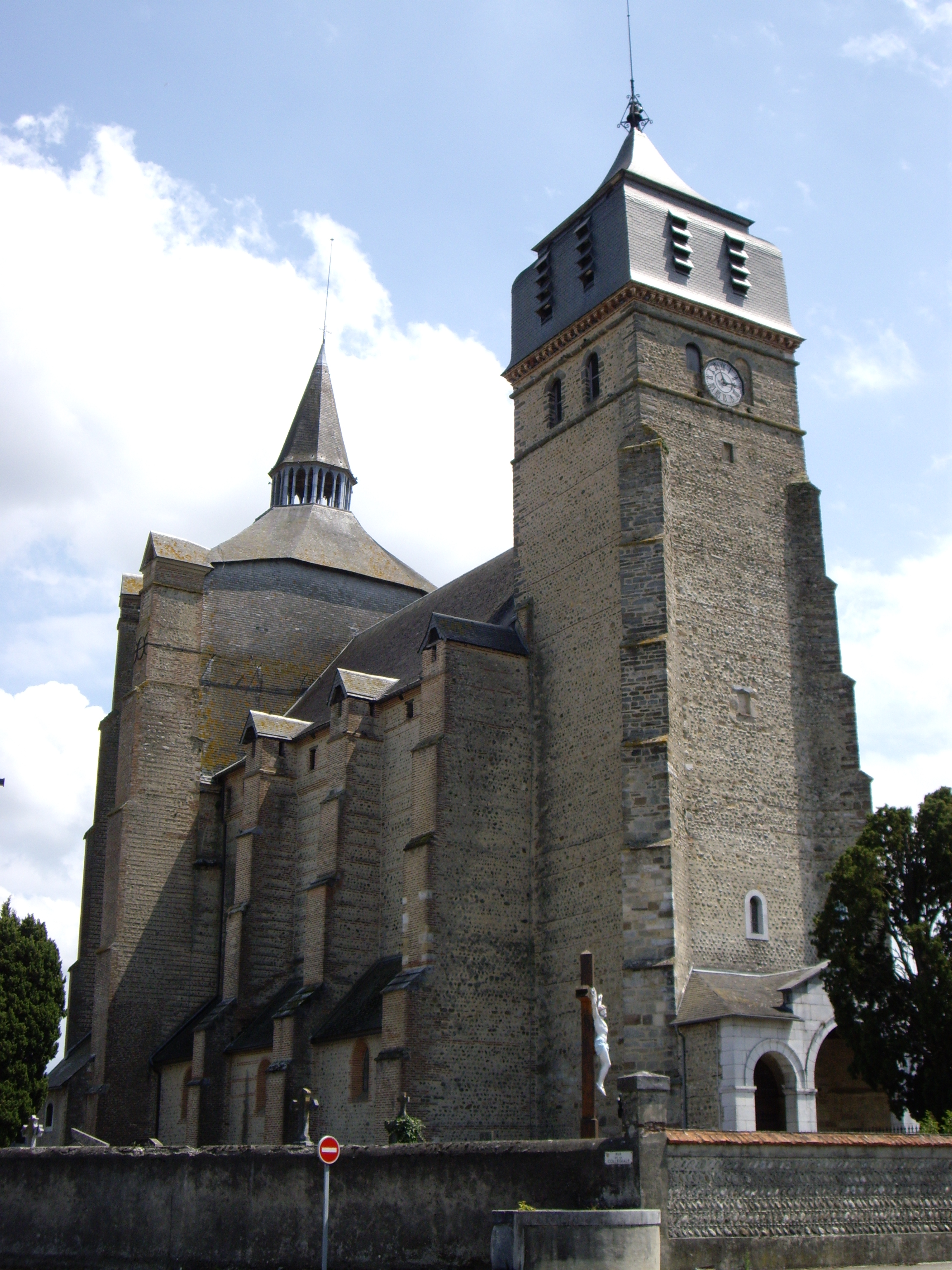
Collégiale d'Ibos (Hautes-Pyrénées)

- Collégiale Saint-Martin, L'Isle-Jourdain
- Collégiale Notre-Dame-des-Anges, L'Isle-sur-la-Sorgue

### J
- Collégiale Saint-Vrain, Jargeau
- Collégiale Sainte-Candide, Jegun

### L

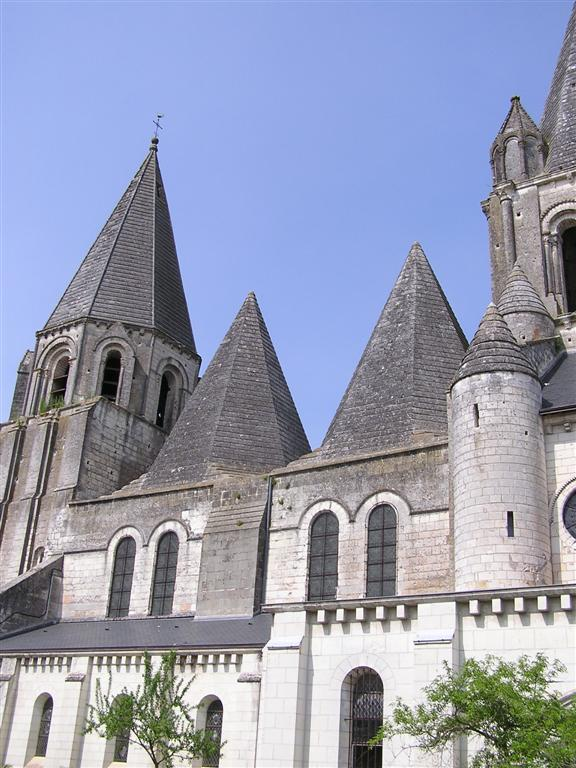
Collégiale Saint-Ours de Loches

- Collégiale Notre-Dame de Lamballe, Lamballe
- Collégiale Saint-Gal, Langeac
- Collégiale Saints-Michel-et-Gangolphe, Lautenbach
- Collégiale Saint-Rémy, Lautrec
- Collégiale Saint-Michel, Laval
- Collégiale Saint-Tugal, Laval
- Collégiale Saint-Martin, Léré
- Collégiale Saint-Sylvain, Levroux
- Collégiale Saint-Pierre, Lille (détruite en 1794)
- Collégiale Saint-Omer, Lillers
- Collégiale Saint-Prix, Livron-sur-Drôme
- Collégiale Saint-Ours, Loches
- Collégiale Notre-Dame-de-l'Assomption de Longpré-les-Corps-Saints
- Collégiale Saint-Martin, Lorgues (1421)
- Collégiale Saint-Pierre, Luri

### M

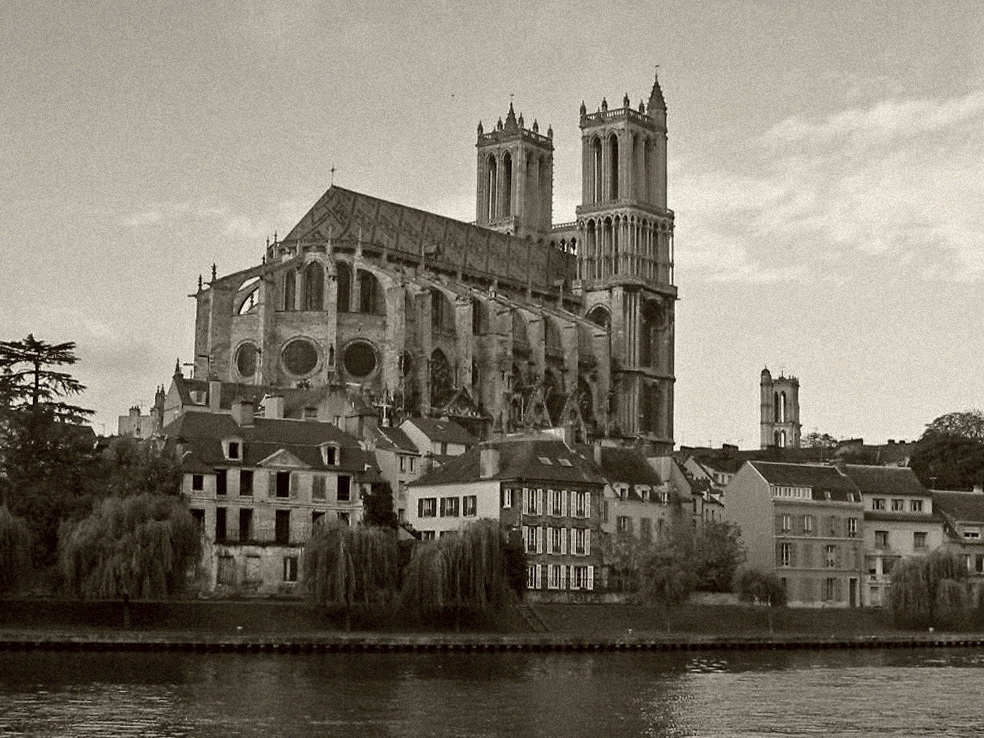
Collégiale de Mantes-la-Jolie (Yvelines)

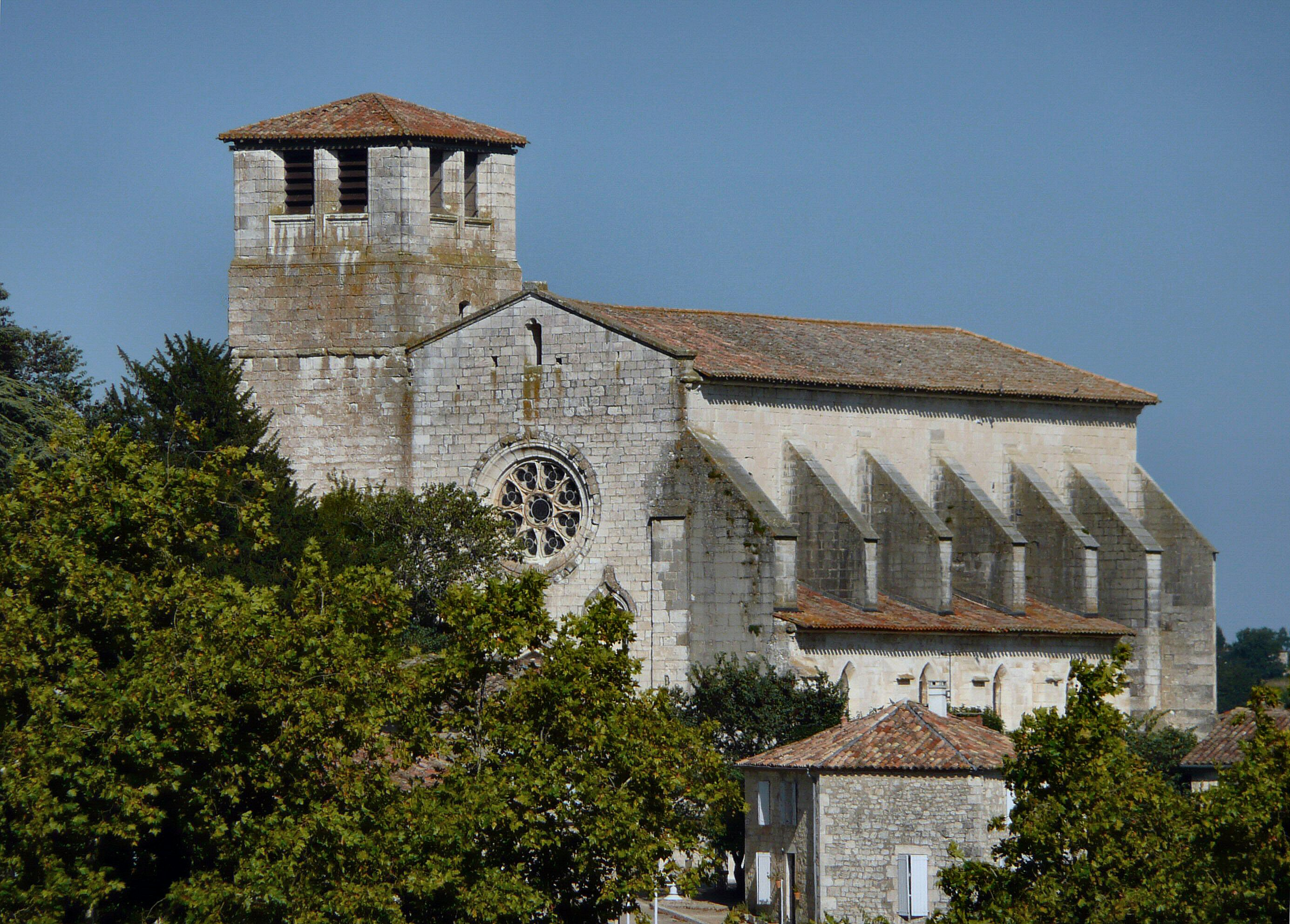
Collégiale de Montpezat (Tarn-et-Garonne)

- Collégiale Saint-Hippolyte du Malzieu, Le Malzieu-Ville
- Collégiale Saint-Pierre-la-Cour, Le Mans
- Collégiale Notre-Dame, Mantes-la-Jolie
- Collégiale Saint-Léger, Marsal
- Collégiale Sainte-Marie-des-Accoules, Marseille (1551-?)
- Collégiale Saint-Martin de Marseille, Marseille (1536-1790)
- Collégiale Notre-Dame-de-la Carce, Marvejols
- Collégiale Notre-Dame de Mehun-sur-Yèvre, Mehun-sur-Yèvre
- Collégiale Notre-Dame, Melun
- Collégiale Notre-Dame-la-Ronde, Metz
- Collégiale Saint-Sauveur, Metz
- Collégiale Saint-Thiébaut, Metz
- Collégiale Saint-Marcellin-de-Monistrol, Monistrol-sur-Loire
- Collégiale Notre-Dame d'Espérance, Montbrison
- Collégiale Sainte-Croix, Montélimar
- Collégiale Notre-Dame-et-Saint-Loup, Montereau-Fault-Yonne
- Collégiale Notre-Dame-des-Marais de Montluel
- Collégiale Saint-Martin, Montmorency
- Collégiale Saint-Martin, Montpezat-de-Quercy
- Collégiale Notre-Dame, Montréal
- Collégiale Saint-Vincent, Montréal
- Collégiale Saint-Jean-Baptiste, Montrésor
- Collégiale Saint-Évroult, Mortain
- Collégiale de Munster, Munster (1254-?)
- Collégiale Notre-Dame, Murat

### N
- Collégiale Saint-Georges, Nancy (1339-1743)
- Collégiale Saint-Paul-Serge, Narbonne
- Collégiale Saint-Jacques, Neuvy-Saint-Sépulchre (XIIe siècle-1790)
- Collégiale Saint-Florent, Niederhaslach
- Collégiale Notre-Dame-de-l'Assomption de Nesle

### O
- Collégiale Saint-Maurice, Oiron
- Collégiale Saint-Aignan, Orléans

### P

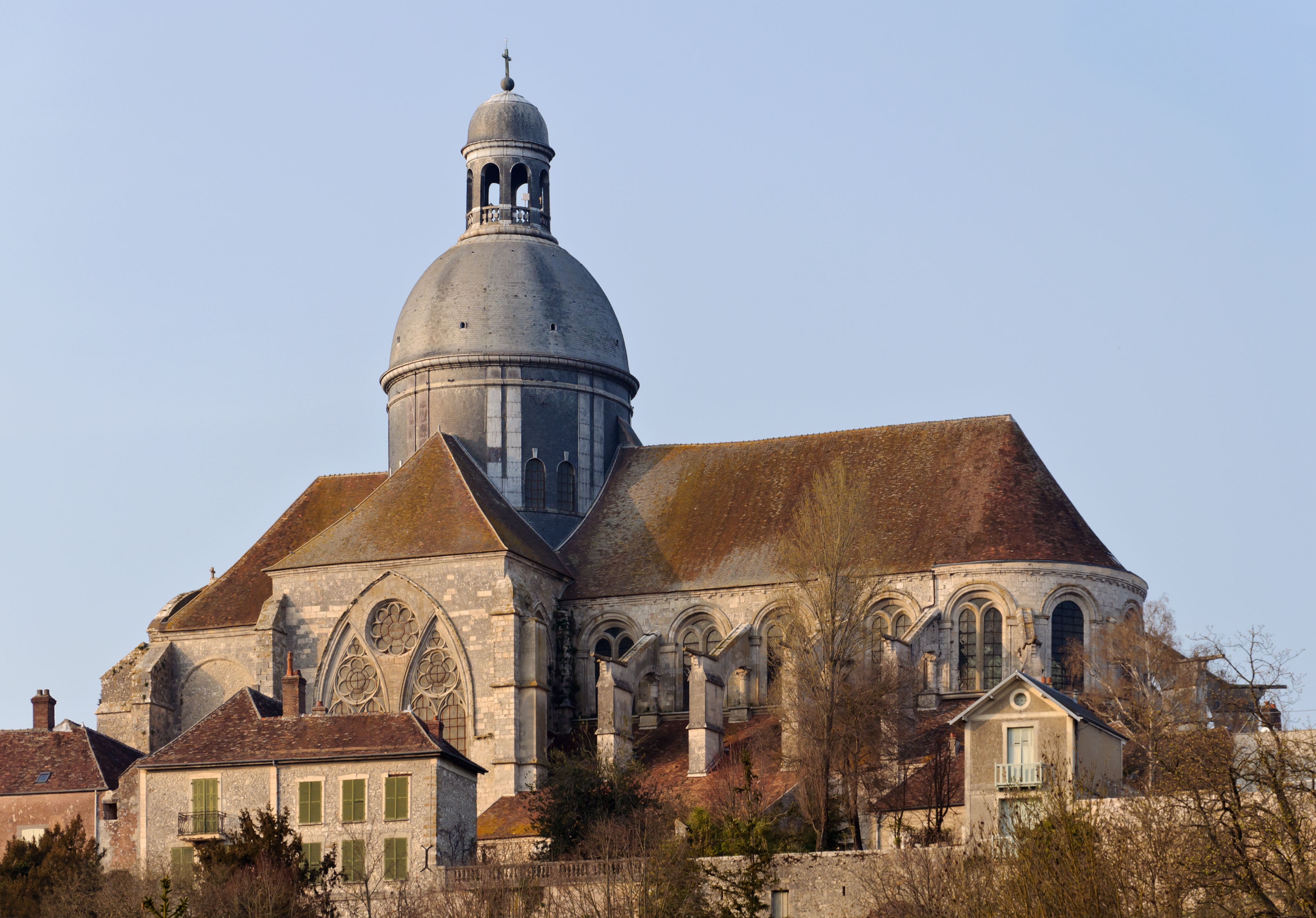
Collégiale Saint-Quiriace, Provins (Seine-et-Marne)

- Collégiale Notre-Dame-du-Camp-Saint-Caius-Saint-Alexandre de Pamiers, Pamiers (1466-1789)
- Collégiale Saint-Jean, Pézenas
- Collégiale Saint-Martin de Picquigny
- Collégiale Saint-Marcel, Prémery
- Collégiale Notre-Dame de Pignans, Pignans
- Collégiale Saint-Barthélemy, Pimbo
- Collégiale Saint-Georges, Pithiviers
- Collégiale Notre-Dame, Poissy
- Collégiale Notre-Dame la Grande, Poitiers (avant 1789)
- Collégiale Sainte-Radegonde, Poitiers (avant 1789)
- Collégiale Saint-Hilaire le Grand, Poitiers (avant 1789)
- Collégiale Saint-Hippolyte, Poligny
- Collégiale Saint-Martin, Pont-à-Mousson (1384-?)
- Collégiale Notre-Dame, Pont-de-Vaux (1515-1535 à la Révolution française)
- Collégiale Notre-Dame-de-Roscudon, Pont-Croix
- Collégiale Saint-Quiriace, Provins

### Q
- Collégiale Notre-Dame, Quézac

### R

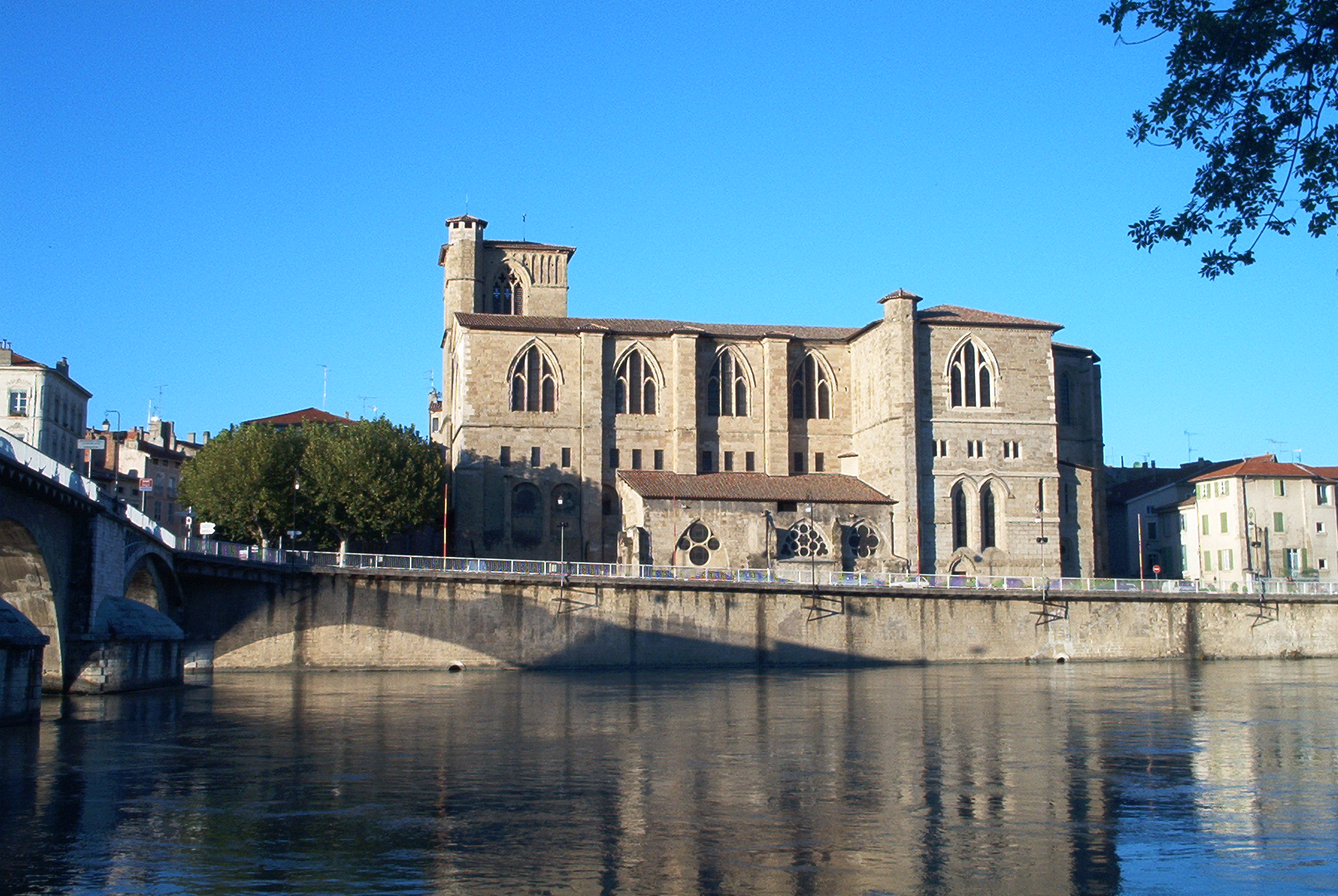
Saint-Barnard de Romans (Drôme)

- Collégiale Saint-Timothée de Reims
- Collégiale Notre-Dame, Ribérac
- Collégiale d'Ussé, Rigny-Ussé
- Collégiale Saint Jean-Baptiste, La Roche-sur-Foron
- Collégiale de la Rochebeaucourt, La Rochebeaucourt-et-Argentine
- Collégiale Notre-Dame-de-la-Tronchaye, Rochefort-en-Terre
- Collégiale Saint-Barnard, Romans-sur-Isère
- Collégiale Saint-Pierre, La Romieu
- Collégiale Saint-Jean-Baptiste, Roquemaure
- Collégiale Notre-Dame-du-Roncier, Rostrenen
- Collégiale Saint-Jean-Baptiste à Rouvres-en-Plaine

### S

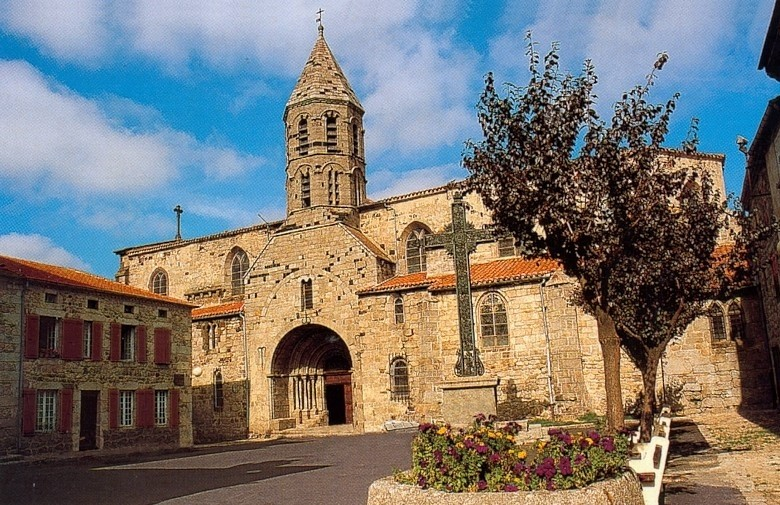
Collégiale Saint-Médard de Saugues (Haute-Loire)

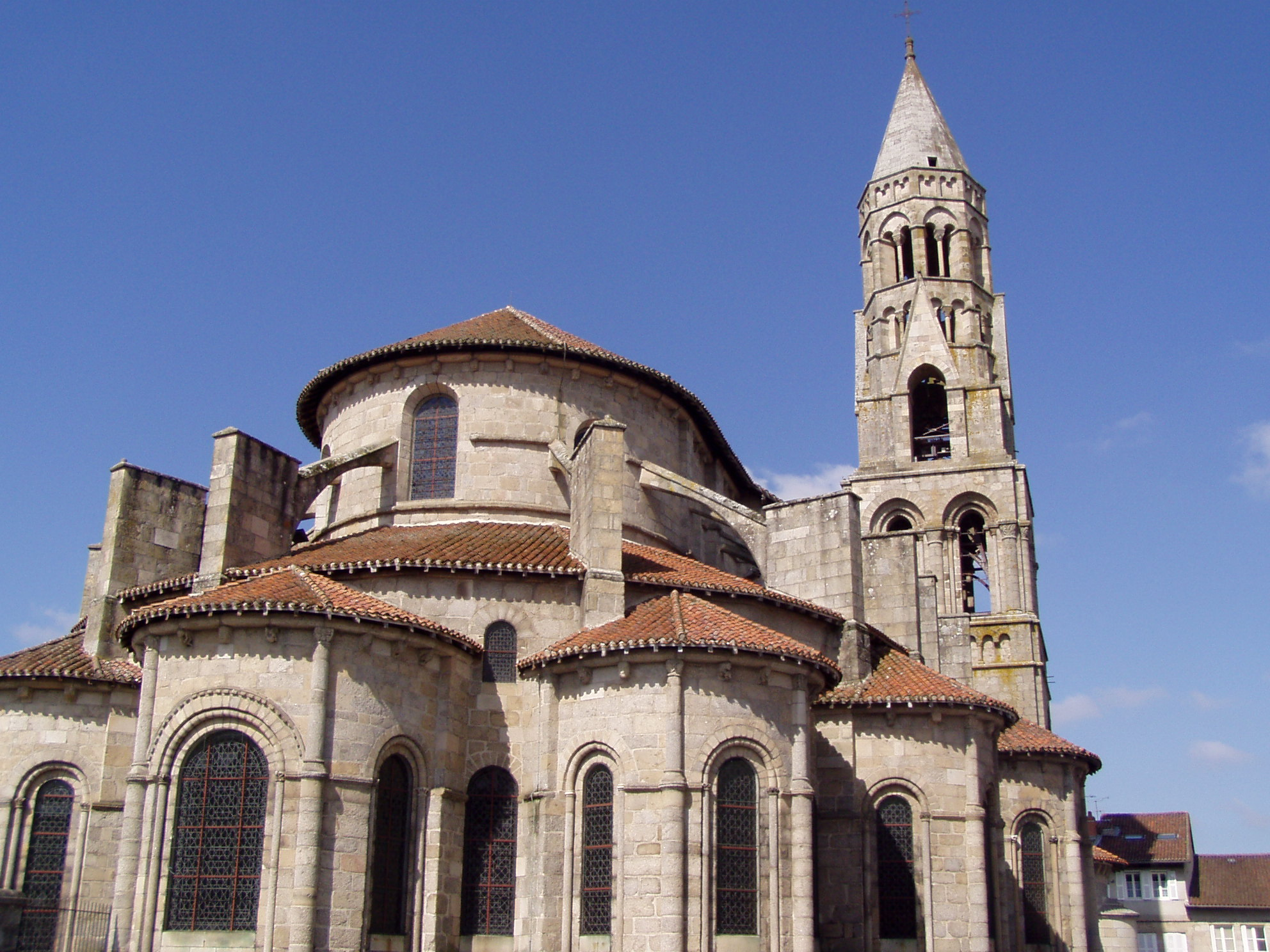
Collégiale Saint-Léonard (Saint-Léonard-de-Noblat, Haute-Vienne)

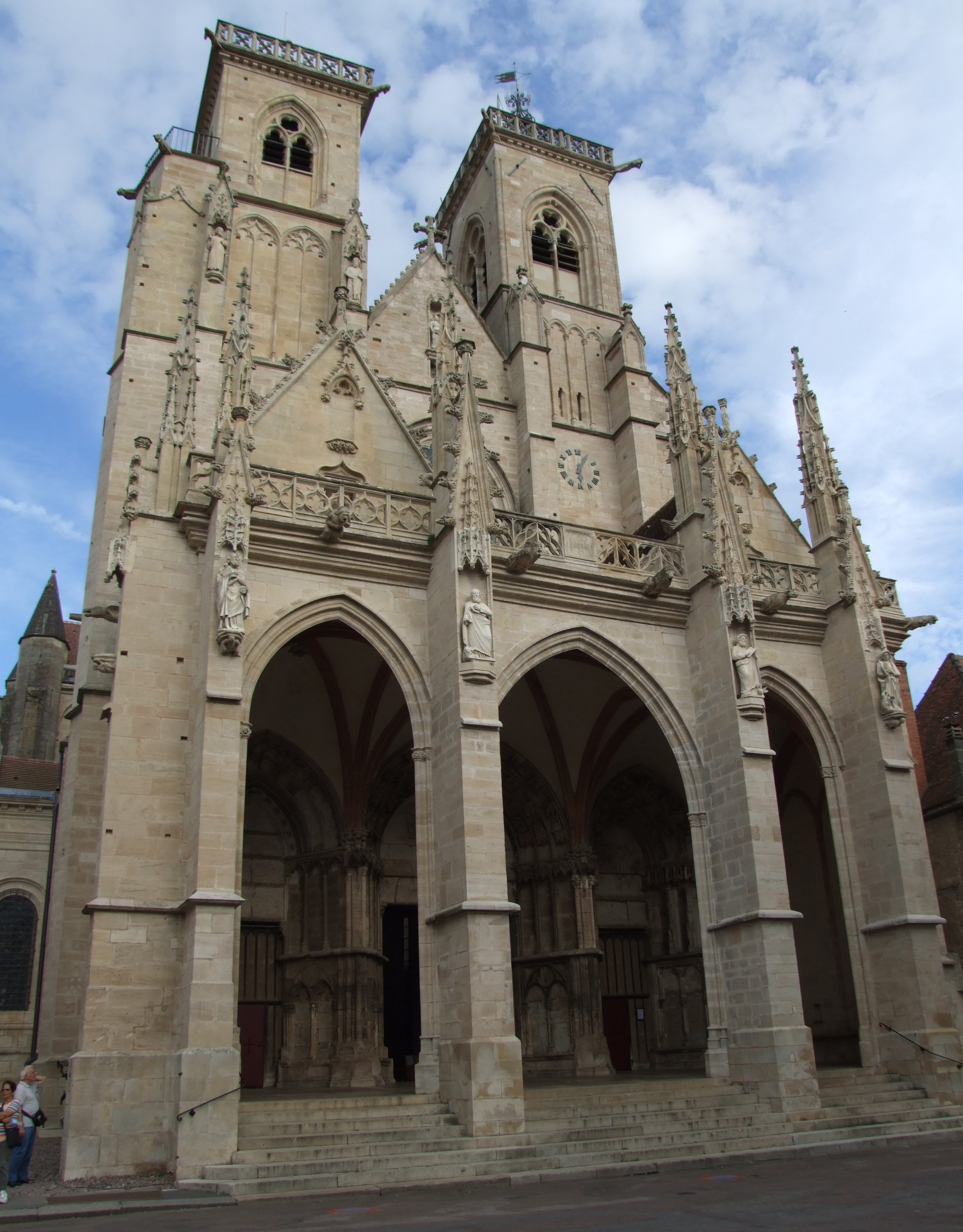
Collégiale de Semur-en-Auxois (Côte-d'Or)

- Collégiale Saint-Aignan de Saint-Aignan, Saint-Aignan
- Collégiale Saint-Bonnet de Saint-Bonnet-le-Château, Saint-Bonnet-le-Château
- Collégiale Saint-Dié, Saint-Dié-des-Vosges (962-1776, transformation en évêché)
- Collégiale Saints-Pierre-et-Paul, Saint-Donat-sur-l'Herbasse
- Collégiale Saint-Émilion, Saint-Émilion
- Collégiale Notre-Dame, Saint-Flour
- Collégiale Saint-Pierre, Saint-Gaudens
- Collégiale Notre-Dame-de-Saint-Hippolyte, Saint-Hippolyte
- Collégiale Saint-Pierre, Saint-Julien-du-Sault
- Collégiale Saint-Junien, Saint-Junien
- Collégiale Saint-Léonard, Saint-Léonard-de-Noblat
- Collégiale de Saint-Loubouer, Saint-Loubouer
- Collégiale Saint-Austrégésile, Saint-Outrille
- Collégiale de la Conversion de St Paul-du-Var, Saint-Paul-de-Vence (1666-1790)
- Collégiale Saint-Martin, Saint-Rémy-de-Provence
- Collégiale de Saint-Ségal, Saint-Ségal
- Saint-Thierry de Saint-Thierry (Marne)
- Collégiale Saint-Yrieix, Saint-Yrieix-la-Perche
- Collégiale Saint-Laurent, Salon-de-Provence (1344-1480)
- Collégiale de Samoëns, Samoëns
- Collégiale Saint-Médard, Saugues
- Collégiale Saint-Andoche, Saulieu
- Collégiale Saint-Louis, La Saussaye
- Collégiale de Saverne, Saverne
- Collégiale Saint-Vincent, Sayat
- Collégiale Saint-Piat, Seclin
- Collégiale de Selles-sur-Cher, Selles-sur-Cher
- Collégiale Notre-Dame, Semur-en-Auxois
- Collégiale Saint-Hilaire, Semur-en-Brionnais
- Collégiale Saint-Frambourg, Senlis
- Collégiale Notre-Dame-de-Grâce, Sérignan
- Collégiale Saint-Pierre, Six-Fours-les-Plages (1650)
- Collégiale Santa-Maria Assunta, Speloncato
- Collégiale Saint-Arbogast, Surbourg
- Collégiale Saint-Quentin, Saint-Quentin (1876, élévation en basilique mineure)

### T

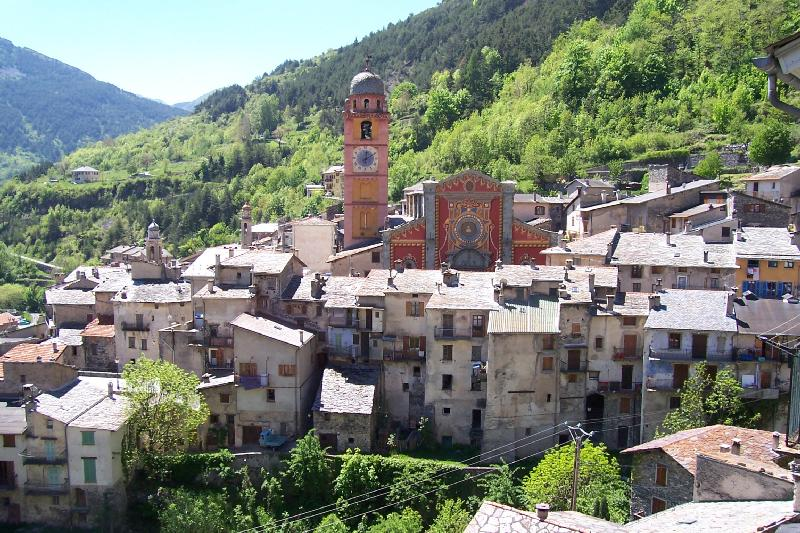
Collégiale de Tende.

- Collégiale royale Sainte-Marthe de Tarascon, Tarascon (1482-1790)[2].
- Collégiale Notre-Dame, Tende
- Collégiale Saint-Thiébaut, Thann
- Collégiale Saint-Pierre, Tonquédec
- Collégiale Saint-Gengoult, Toul
- Collégiale Saint-Julien, Tournon-sur-Rhône
- Collégiale Saint-Martin, Tours
- Collégiale Trinité, Trainel
- Collégiale Saint-Martin, Trôo
- Collégiale Saint-Pantaléon, Turenne

### U
- Collégiale Notre-Dame, Uzeste

### V

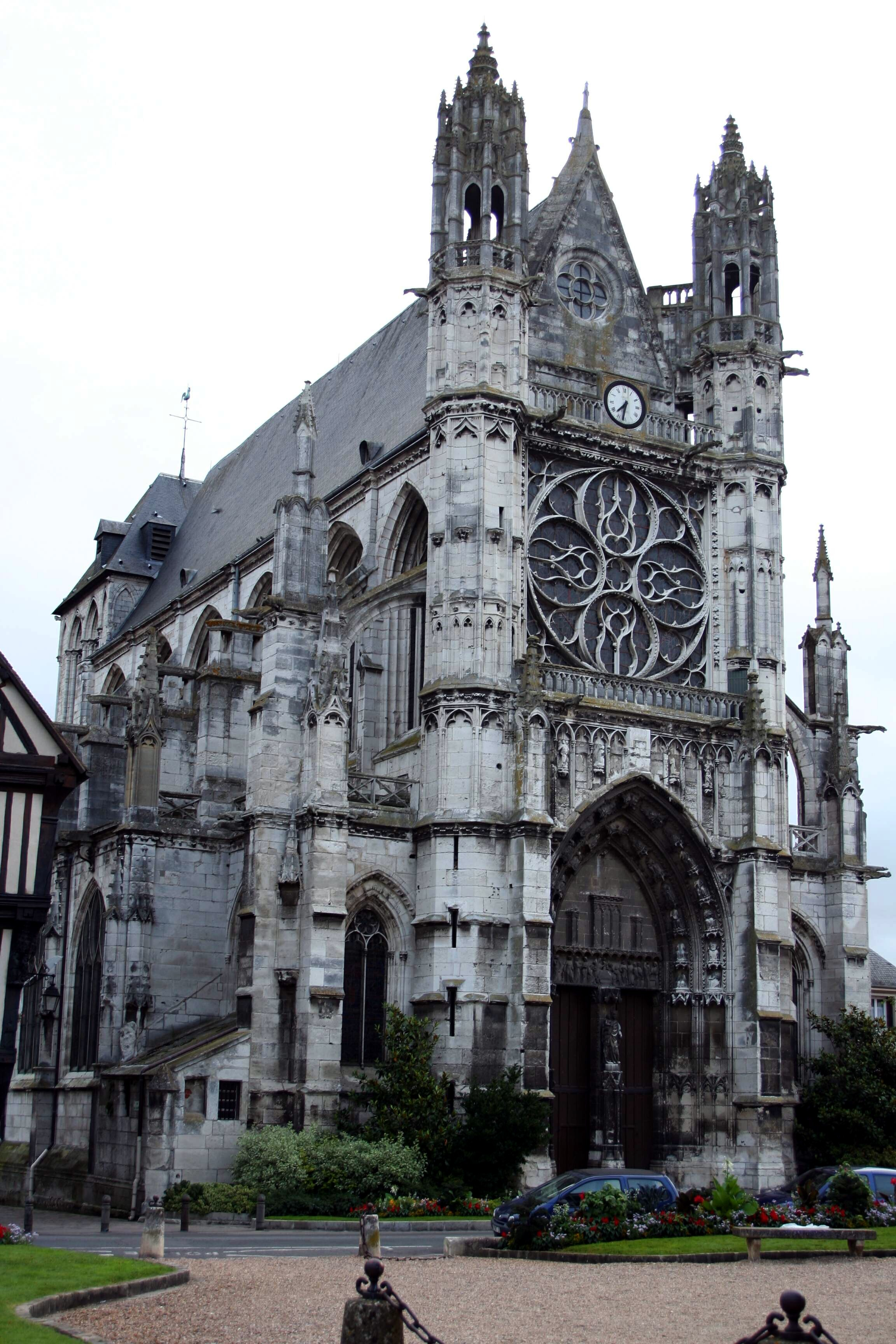
Collégiale de Vernon (Eure)

- Collégiale Sainte-Eugénie de Varzy, Nièvre
- Collégiale Saint-Laurian, Vatan
- Collégiale Notre-Dame, Vernon
- Collégiale Sainte-Madeleine, Vézelay (1537-1790)
- Collégiale Saint-Pierre, Vic-Fezensac
- Collégiale de Thil, Vic-sous-Thil
- Collégiale Notre-Dame-de-Villefranche, Villefranche-de-Rouergue
- Collégiale Notre-Dame-des-Marais, Villefranche-sur-Saône
- Collégiale Notre-Dame, Villeneuve-lès-Avignon (1333-?)
- Collégiale Notre-Dame-de-Vitré, Vitré
- Collégiale Sainte-Madeleine, Vitré
- Collégiale Notre-Dame, Vitry-le-François (1212-?)